# Климец, Александр Сергеевич
Алекса́ндр Серге́евич Климе́ц (укр. Олександр Сергійович Климець; 14 февраля 2000, Ковель) — украинский футболист, защитник клуба «Эпицентр».

## Клубная карьера
Воспитанник ДЮСШ (Ковель) и футбольной академии «БРВ-ВИК» (Владимир-Волынский).
В 2018 году подписал контракт с луцкой «Волынью», за которую сыграл 86 матчей и забил 4 гола. В 2021 году также провёл 3 игры за «Волынь-2».
В 2022 году перешёл во львовские «Карпаты», где отыграл сезон, проведя 15 матчей.
С 2023 года выступает за «Эпицентр».

## Карьера в сборной
В 2016 году провёл 2 матча за юношескую сборную Украины (U-16).